# Ambroise Viaud Grand-Marais
Ambroise Viaud Grand-Marais est un médecin, historien et botaniste français né le 23 avril 1833 à Challans et mort le 16 janvier 1913 à Nantes.

## Biographie
Ambroise Viaud Grand-Marais est le fils de Jacques Ambroise Viaud Grand-Marais, notaire royal à Challans puis à Nantes, et d'Emma Eugénie Letenneur. Il est le frère de l'historien André Viaud Grand-Marais et le gendre d'Alexis Talvande.
Il suit ses études de médecine à Paris, obtenant son doctorat en 1858. Il devient professeur à l'École de médecine de Nantes de 1868 à 1903, titulaire de la chaire de pathologie interne et de pathologie générale. Il se consacre également à des travaux botaniques.
Il réalise des travaux historiques sur Noirmoutier.

## Travaux
- Tableau synoptique des serpents du Nord, de l'Ouest et du Centre de la France (1895)
- Les Abbés du monastère de la Blanche à Noirmoutier (1890)
- Simple note sur l'épidémie cholérique de Bretagne de la fin d'octobre 1885 aux premiers jours de mars 1886 (1886)
- Note sur le choléra asiatique et les premiers soins à y opposer (1884)
- Herborisations à l'île d'Yeu, Vendée, en 1876 et 1877 (1878)
- Discours prononcé le 6 novembre 1869 à la séance de rentrée et de distribution de prix de l'École préparatoire de médecine et de pharmacie de Nantes (1869)
- Tableau synoptique des serpents de la Vendée et de la Loire-Inférieure (1868)
- Biographie de Lubin Impost (Lidener) (1862)
- De l'asthme et de son traitement (1858)
- Quelques plantes américaines employées contre les morsures des serpents venimeux
- Notes médicales sur les arrivages des malades et des blessés militaires à Nantes du 29 octobre 1870 au 1er février 1871

## Distinctions
- Officier d'académie
- Officier de l'Instruction publique
- Chevalier de l'ordre de Saint-Grégoire-le-Grand

## Hommages

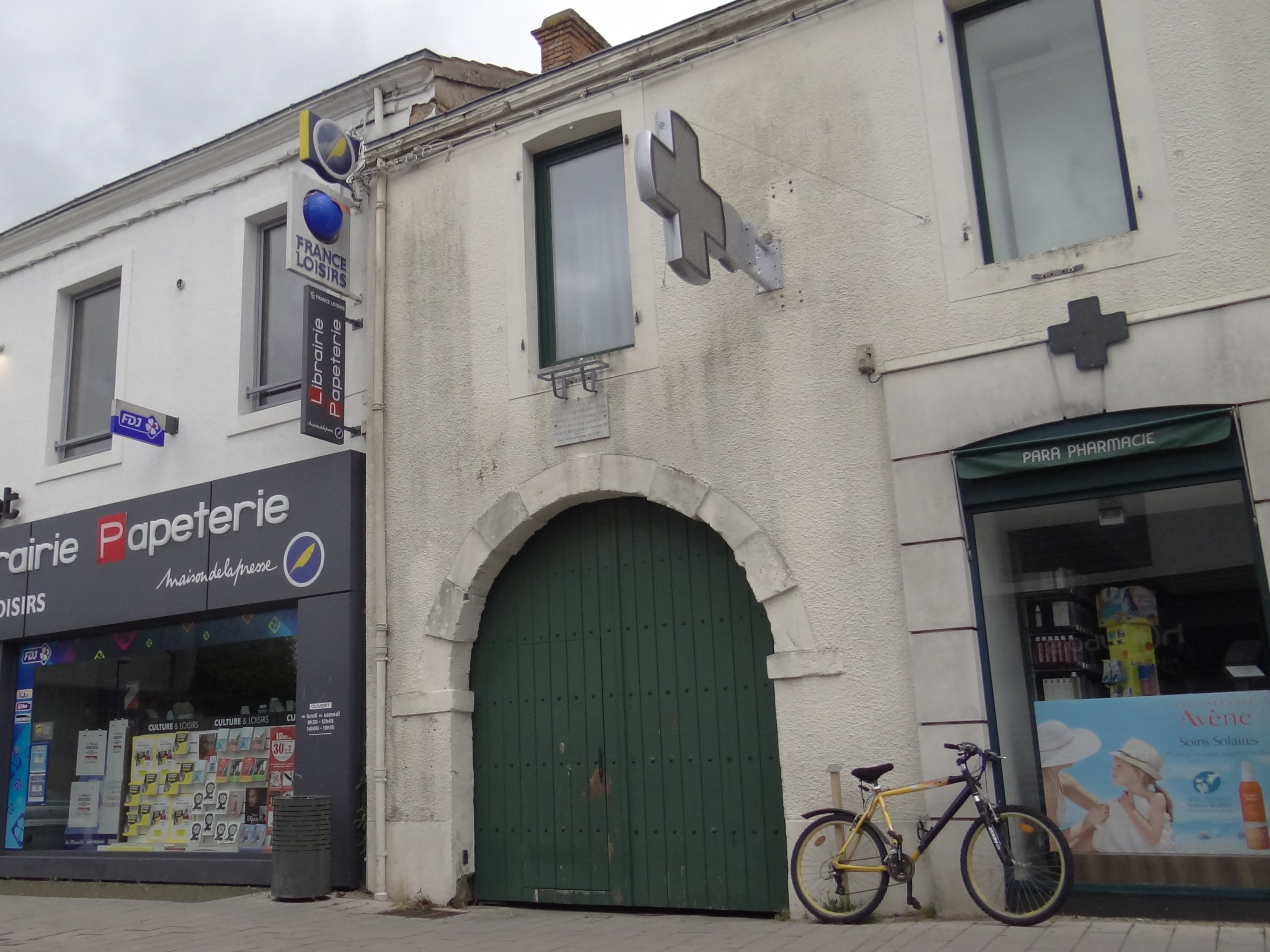
Maison natale d'Ambroise Viaud Grand-Marais, à Challans. Une plaque commémorative est présente.

### Sources
- Marcel Baudouin, Le Centenaire de la naissance du Pr. Ambroise Viaud-Grand Marais (Challans 1833-Nantes 1933), botanique et folklore, 1933
- Jacques Léonard, Les Médecins de l'Ouest au XIXe siècle, Volume 3, 1978
- Émilien Maillard, Nantes au XIXe siècle, p. 160-161
- Dictionnaire biographique de la Loire-Inférieure, Jouve, Paris, 1895.